# Liste der Unterrichtungstafeln in Deutschland an den Autobahnen A 9xx
Diese Unterliste enthält die Unterrichtungstafeln an deutschen Autobahnen, die mit 9 beginnen.

## A 9

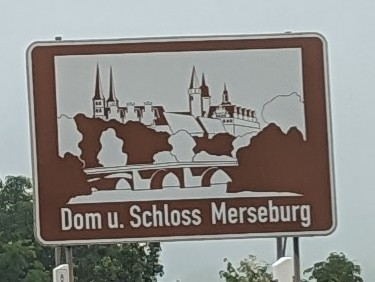
Touristische Unterrichtungstafel: Dom und Schloss Merseburg

| Fahrtrichtung nach Süden                                             | Kilometer | Fahrtrichtung nach Norden                                            |
| Autobahndreieck Potsdam                                              | 0,0       |                                                                      |
| -------------------------------------------------------------------- | --------- | -------------------------------------------------------------------- |
|                                                                      | 4,2       | Baumkronenpfad Beelitz-Heilstätten                                   |
| Fläming                                                              | 5,1       |                                                                      |
|                                                                      | 5,1       | Schwielowsee                                                         |
| Historischer Stadtkern Spargelstadt Beelitz                          | 6,8       |                                                                      |
|                                                                      | 12,4      | Historischer Stadtkern Spargelstadt Beelitz                          |
|                                                                      | 13,7      | Naturpark Nuthe-Nieplitz                                             |
| Naturpark Hoher Fläming                                              | 14,0      |                                                                      |
| Historischer Stadtkern Treuenbrietzen                                | 15,9      |                                                                      |
| Historischer Stadtkern Bad Belzig                                    | 25,4      |                                                                      |
| Stadt Jüterbog Stätte der Reformation                                | 26,7      |                                                                      |
|                                                                      | 33,0      | Historischer Stadtkern Bad Belzig                                    |
|                                                                      | 34,0      | Historischer Stadtkern Treuenbrietzen                                |
| Schloss/ Park Wiesenburg                                             | 36,1      |                                                                      |
|                                                                      | 43,8      | Burg Rabenstein                                                      |
|                                                                      | 53,0      | Fläming                                                              |
| UNESCO-Welterbe Lutherstadt Wittenberg                               | 57,2      |                                                                      |
| UNESCO-Welterbe Gartenreich Dessau-Wörlitz                           | 61,7      |                                                                      |
|                                                                      | 62,0      | UNESCO-Welterbe Lutherstadt Wittenberg                               |
| FERROPOLIS Stadt aus Eisen                                           | 64,3      |                                                                      |
| UNESCO-Welterbe Bauhaus Dessau                                       | 69,1      |                                                                      |
|                                                                      | 69,3      | FERROPOLIS Stadt aus Eisen                                           |
| Reppichau Kunstprojekt Sachsenspiegel                                | 69,5      |                                                                      |
| UNESCO-Biosphärenreservat Flusslandschaft Elbe                       | 72,5      |                                                                      |
|                                                                      | 73,0      | UNESCO-Welterbe Gartenreich Dessau-Wörlitz                           |
|                                                                      | 76,9      | UNESCO-Biosphärenreservat Flusslandschaft Elbe                       |
| Naturpark Dübener Heide                                              | 77,0      |                                                                      |
| Bachstadt Köthen (Anhalt)                                            | 82,0      |                                                                      |
|                                                                      | 83,2      | UNESCO-Welterbe Bauhaus Dessau                                       |
|                                                                      | 87,0      | Reppichau Kunstprojekt Sachsenspiegel                                |
|                                                                      | 90,0      | Bachstadt Köthen (Anhalt)                                            |
| Landschaftspark Goitzsche                                            | 91,5      |                                                                      |
|                                                                      | 95,5      | Landschaftspark Goitzsche                                            |
| Doppelkapelle Landsberg                                              | 99,5      |                                                                      |
|                                                                      | 100,1     | Naturpark Dübener Heide                                              |
|                                                                      | 106,6     | Doppelkapelle Landsberg                                              |
|                                                                      | 115,0     | Barockschloss Delitzsch                                              |
| Leipzig Friedliche Revolution 1989                                   | 120,9     |                                                                      |
| Dom u. Schloss Merseburg                                             | 124,0     |                                                                      |
|                                                                      | 128,4     | Dom+Schloss Merseburg                                                |
| Gradierwerk Bad Dürrenberg                                           | 130,8     |                                                                      |
|                                                                      | 131,3     | Gondwanaland im Zoo Leipzig                                          |
|                                                                      | 137,5     | Richard Wagner in Leipzig                                            |
| Weißenfels Schloss Neu-Augustusburg                                  | 138,0     |                                                                      |
|                                                                      | 138,5     | Schloss Altranstädt                                                  |
|                                                                      | 141,8     | Gustav-Adolf-Gedenkstätte Lützen                                     |
| Arche Nebra Himmelswege                                              | 147,4     |                                                                      |
| Dom & Schloss Moritzburg Zeitz                                       | 148,0     |                                                                      |
|                                                                      | 151,4     | Dom & Schloss Moritzburg Zeitz                                       |
| Weinstraße Saale-Unstrut                                             | 154,7     |                                                                      |
|                                                                      | 155,1     | Arche Nebra Himmelswege                                              |
| UNESCO-Welterbe Naumburger Dom                                       | 156,0     |                                                                      |
| Naturpark Saale-Unstrut-Triasland                                    | 161,0     |                                                                      |
|                                                                      | 162,9     | UNESCO-Welterbe Naumburger Dom                                       |
|                                                                      | 163,8     | Weinstraße Saale-Unstrut                                             |
|                                                                      | 167,0     | Naturpark Saale-Unstrut-Triasland                                    |
| Töpferstadt Bürgel                                                   | 171,5     |                                                                      |
| Dornburger Schlösser                                                 | 172,5     |                                                                      |
| Schlosskirche Eisenberg                                              | 173,6     |                                                                      |
| Porzellanwelten Leuchtenburg                                         | 179,0     |                                                                      |
| Kristall Saune-Therme Bad Klosterlausnitz                            | 180,0     |                                                                      |
|                                                                      | 181,0     | Dornburger Schlösser                                                 |
|                                                                      | 181,8     | Töpferstadt Bürgel                                                   |
| Residenzstadt Greiz                                                  | 192,1     |                                                                      |
| Osterburg zu Weida im Thüringer Vogtland                             | 193,3     |                                                                      |
|                                                                      | 193,3     | Botanischer Garten der Universität Jena                              |
| Hohenwartestausee Naturparkregion Thüringer Meer                     | 197,6     |                                                                      |
|                                                                      | 198,2     | Brehm-Gedenkstätte Renthendorf                                       |
| Burg Ranis                                                           | 198,7     |                                                                      |
|                                                                      | 198,9     | Osterburg zu Weida im Thüringer Vogtland                             |
| Brehm-Gedenkstätte Renthendorf                                       | 199,5     |                                                                      |
|                                                                      | 200,5     | Porzellanwelten Leuchtenburg                                         |
|                                                                      | 206,9     | Burg Ranis                                                           |
|                                                                      | 207,9     | Hohenwartestausee Naturparkregion Thüringer Meer                     |
| Zeulenrodaer Meer                                                    | 209,3     |                                                                      |
| Vogtland in Thüringen                                                | 210,4     |                                                                      |
| Wasserkraftmuseum Ziegenrück Naturparkregion Thüringer Meer          | 211,7     |                                                                      |
|                                                                      | 216,5     | Vogtland in Thüringen                                                |
|                                                                      | 218,1     | Zeulenrodaer Meer                                                    |
|                                                                      | 219,3     | Naturpark Thüringer Schiefergebirge/Obere Saale                      |
| Drachenhöhle Syrau                                                   | 223,8     |                                                                      |
| Bleilochstausee • Schloss Burgk Naturparkregion Thüringer Meer       | 224,8     |                                                                      |
| Rennstadt Schleiz Naturparkregion Thüringer Meer                     | 225,3     |                                                                      |
|                                                                      | 230,0     | Rennstadt Schleiz Naturparkregion Thüringer Meer                     |
|                                                                      | 231,0     | Bleilochstausee • Schloss Burgk Naturparkregion Thüringer Meer       |
|                                                                      | 232,0     | Residenzstadt Greiz                                                  |
| Deutsch-Deutsches Museum Mödlareuth                                  | 235,4     |                                                                      |
| Saale–Rennsteig Naturparkregion Thüringer Meer                       | 236,3     |                                                                      |
| Moorheilbad Bad Lobenstein Naturparkregion Thüringer Meer            | 237,0     |                                                                      |
|                                                                      | 242,0     | Moorheilbad Bad Lobenstein Naturparkregion Thüringer Meer            |
| Ehemalige innerdeutsche Grenze 1945–1990                             | 243,0     |                                                                      |
|                                                                      | 244,5     | Ehemalige innerdeutsche Grenze 1945–1990                             |
| Naturpark Frankenwald                                                | 247,5     |                                                                      |
| Bad Steben Bayerisches Staatsbad mit Casino                          | 248,7     |                                                                      |
|                                                                      | 249,0     | Deutsch-Deutsches Museum Mödlareuth                                  |
| Genussregion Oberfranken Land der Brauereien                         | 251,6     |                                                                      |
| Hof park & see                                                       | 252,0     |                                                                      |
|                                                                      | 252,9     | Bad Steben Bayerisches Staatsbad mit Casino                          |
|                                                                      | 262,7     | Hof park & see                                                       |
| Helmbrechts Industrie – Kultur – Welten                              | 265,2     |                                                                      |
| Münchberg                                                            | 266,3     |                                                                      |
|                                                                      | 266,8     | Naturpark Frankenwald                                                |
| 1. Deutsches Comic-Museum Schwarzenbach a. d. Saale                  | 267,5     |                                                                      |
| Naturpark Fichtelgebirge                                             | 268,4     |                                                                      |
| Oberfränkisches Bauernhofmuseum                                      | 272,9     |                                                                      |
|                                                                      | 277,5     | Oberfränkisches Bauernhofmuseum                                      |
|                                                                      | 278,5     | 1. Deutsches Comic-Museum Schwarzenbach a. d. Saale                  |
|                                                                      | 279,2     | Münchberg                                                            |
|                                                                      | 279,4     | Fernweh-Park Oberkotzau                                              |
| Weißenstadt Roggenkultur & Kunst                                     | 280,8     |                                                                      |
| Ochsenkopf Erlebnisregion                                            | 281,3     |                                                                      |
| Marienweiher Wallfahrtsbasilika                                      | 285,6     |                                                                      |
|                                                                      | 286,1     | Weißenstadt Roggenkultur & Kunst                                     |
| Deutsches Dampflokomotiv- Museum Neuenmarkt                          | 288,8     |                                                                      |
|                                                                      | 289,8     | Marienweiher Wallfahrtsbasilika                                      |
| Goldkronach Alexander v. Humboldt                                    | 289,0     |                                                                      |
| Himmelkron                                                           | 290,2     |                                                                      |
| Bad Berneck Kneippheilbad                                            | 290,3     |                                                                      |
|                                                                      | 295,6     | Deutsches Dampflokomotiv- Museum Neuenmarkt                          |
|                                                                      | 295,8     | Himmelkron                                                           |
|                                                                      | 296,1     | Naturpark Fichtelgebirge                                             |
| Deutsches Fahrzeugmuseum Fichtelberg                                 | 298,4     |                                                                      |
| Festspiel- und Universitätsstadt Bayreuth                            | 298,7     |                                                                      |
| Bayreuth–Welterbe Markgräfliches Opernhaus                           | 299,1     |                                                                      |
|                                                                      | 300,9     | Goldkronach Goldbergbau                                              |
|                                                                      | 304,7     | Deutsches Fahrzeugmuseum Fichtelberg                                 |
|                                                                      | 308,9     | Lohengrin Therme Heilquellen-Kurbetrieb                              |
|                                                                      | 309,9     | Festspiel- und Universitätsstadt Bayreuth                            |
|                                                                      | 319,0     | Bayreuth–Welterbe Markgräfliches Opernhaus                           |
| Therme Obernsees                                                     | 319,0     |                                                                      |
| Gößweinstein Basilika und Wallfahrtsmuseum                           | 320,0     |                                                                      |
| Fränkische Schweiz                                                   | 320,5     |                                                                      |
|                                                                      | 325,8     | Therme Obernsees                                                     |
| Klosterdorf Speinshart                                               | 329,9     |                                                                      |
| Teufelshöhle Pottenstein                                             | 330,6     |                                                                      |
|                                                                      | 336,2     | Klosterdorf Speinshart                                               |
|                                                                      | 336,4     | Teufelshöhle Pottenstein                                             |
|                                                                      | 337,7     | Gößweinstein Basilika und Wallfahrtsmuseum                           |
| Wildpark Hundshaupten                                                | 341,0     |                                                                      |
|                                                                      | 345,7     | Fränkische Schweiz                                                   |
| Nürnberger Land Outdoor- & Genussregion                              | 347,9     |                                                                      |
|                                                                      | 348,6     | Genussregion Oberfranken Land der Brauereien                         |
|                                                                      | 349,8     | Wildpark Hundshaupten                                                |
| Festung Rothenberg Schnaittach-Tal                                   | 352,6     |                                                                      |
|                                                                      | 362,2     | Festung Rothenberg Schnaittach-Tal                                   |
| Altstadt Lauf Industriemuseum                                        | 362,3     |                                                                      |
| Hersbruck Gesundheitsregion – Therme                                 | 362,5     |                                                                      |
| Röthenbach a. d. Pegnitz Historische Arbeitersiedlung                | 365,8     |                                                                      |
|                                                                      | 370,0     | Hersbruck Gesundheitsregion – Therme                                 |
|                                                                      | 370,3     | Altstadt Lauf Industriemuseum                                        |
|                                                                      | 370,6     | Röthenbach a. d. Pegnitz Historische Arbeitersiedlung                |
| Germanisches Nationalmuseum Nürnberg                                 | 377,0     |                                                                      |
| Tiergarten Nürnberg                                                  | 377,9     |                                                                      |
|                                                                      | 383,2     | Tiergarten Nürnberg                                                  |
| Markt Feucht Zeidelwesen                                             | 382,8     |                                                                      |
|                                                                      | 391,5     | Markt Feucht Zeidelwesen                                             |
|                                                                      | 392,1     | Nürnberger Land Outdoor- & Genussregion                              |
|                                                                      | 392,5     | nuernberg.de                                                         |
| Triathlonregion Rothsee                                              | 393,0     |                                                                      |
| Schloss Ratibor Roth                                                 | 393,4     |                                                                      |
| Barockes Allersberg                                                  | 394,2     |                                                                      |
| Fränkisches Seenland                                                 | 394,7     |                                                                      |
|                                                                      | 399,4     | Barockes Allersberg                                                  |
|                                                                      | 402,5     | Schloss Ratibor Roth                                                 |
|                                                                      | 403,0     | Triathlonregion Rothsee                                              |
| Hilpoltstein Burgstadt am Rothsee                                    | 403,4     |                                                                      |
|                                                                      | 403,5     | Wallfahrtskirche Freystadt                                           |
| Berching Historische Gluck-Stadt                                     | 404,4     |                                                                      |
| Naturpark Altmühltal                                                 | 404,9     |                                                                      |
|                                                                      | 410,5     | Fränkisches Seenland                                                 |
| Benediktinerabtei Plankstetten                                       | 412,7     |                                                                      |
|                                                                      | 413,2     | Berching Historische Gluck-Stadt                                     |
|                                                                      | 413,8     | Hilpoltstein Burgstadt am Rothsee                                    |
|                                                                      | 414,6     | Pfalzgrafenstadt Neumarkt                                            |
| Erholungsort Greding                                                 | 420,1     |                                                                      |
| Kipfenberg Mittelpunkt Bayerns                                       | 426,1     |                                                                      |
| Pappenheim                                                           | 426,4     |                                                                      |
|                                                                      | 426,8     | Erholungsort Greding                                                 |
| Historisches Beilngries                                              | 426,9     |                                                                      |
|                                                                      | 427,2     | Markt Thalmässing                                                    |
| Wallfahrtskirche Mindelstetten                                       | 433,4     |                                                                      |
| Dinosaurier-Park Altmühltal                                          | 435,0     |                                                                      |
| Burg Prunn Nibelungenlied                                            | 437,1     |                                                                      |
|                                                                      | 437,5     | Historisches Beilngries                                              |
| Weltkulturerbe Römischer Limes                                       | 437,6     |                                                                      |
|                                                                      | 437,8     | Pappenheim                                                           |
|                                                                      | 438,7     | Eichstätt Barocke Domstadt                                           |
|                                                                      | 442,6     | Burg Prunn Nibelungenlied                                            |
|                                                                      | 443,5     | Kipfenberg Mittelpunkt Bayerns                                       |
|                                                                      | 447,2     | Weltkulturerbe Römischer Limes                                       |
| Ingolstadt – Stadt des Reinen Bieres Bayerisches Reinheitsgebot 1516 | 454,1     |                                                                      |
| Festspielstadt Vohburg Agnes Bernauer                                | 454,3     |                                                                      |
| Audi Forum museum mobile                                             | 454,4     |                                                                      |
| Ingolstadt Historische Altstadt                                      | 455,0     |                                                                      |
|                                                                      | 455,6     | Naturpark Altmühltal                                                 |
| Haus im Moos Freilichtmuseum                                         | 462,0     |                                                                      |
| Neuburg Renaissance an der Donau                                     | 462,2     |                                                                      |
|                                                                      | 462,4     | Ingolstadt Historische Altstadt                                      |
| Kelten Römer Museum Manching                                         | 462,5     |                                                                      |
|                                                                      | 462,6     | Ingolstadt – Stadt des Reinen Bieres Bayerisches Reinheitsgebot 1516 |
|                                                                      | 463,4     | Audi Forum museum mobile                                             |
|                                                                      | 467,6     | Haus im Moos Freilichtmuseum                                         |
|                                                                      | 467,9     | Kelten Römer Museum Manching                                         |
|                                                                      | 468,2     | Neuburg Renaissance an der Donau                                     |
|                                                                      | 468,5     | Festspielstadt Vohburg Agnes Bernauer                                |
| Deutsches Hopfenmuseum Wolnzach                                      | 469,6     |                                                                      |
| Schrobenhausen Lenbachstadt im Spargelland                           | 469,9     |                                                                      |
| Hopfenland Hallertau                                                 | 470,2     |                                                                      |
| Pfaffenhofen a. d. Ilm                                               | 487,8     |                                                                      |
| Kloster Scheyern Stammsitz der Wittelsbacher                         | 488,1     |                                                                      |
|                                                                      | 493,7     | Deutsches Hopfenmuseum Wolnzach                                      |
|                                                                      | 494,1     | Schrobenhausen Lenbachstadt im Spargelland                           |
|                                                                      | 494,4     | Pfaffenhofen a. d. Ilm                                               |
|                                                                      | 496,8     | Hopfenland Hallertau                                                 |
| Freising Domberg und Weihenstephan                                   | 497,3     |                                                                      |
|                                                                      | 502,2     | Kloster Scheyern Stammsitz der Wittelsbacher                         |
| München-Schwabing                                                    | 530,1     |                                                                      |

## A 92
| Fahrtrichtung nach Nordost                        | Kilometer | Fahrtrichtung nach Südwest                        |
| Autobahndreieck M-Feldmoching                     | 0,0       |                                                   |
| ------------------------------------------------- | --------- | ------------------------------------------------- |
|                                                   | 5,2       | Schloss Schleißheim                               |
|                                                   | 5,7       | Stadt Dachau                                      |
| Besucherpark Flughafen München Franz Josef Strauß | 16,3      |                                                   |
| Freising Domberg und Weihenstephan                | 17,2      |                                                   |
|                                                   | 30,2      | Freising Domberg und Weihenstephan                |
| Erding Historische Altstadt                       | 31,7      |                                                   |
|                                                   | 36,0      | Besucherpark Flughafen München Franz Josef Strauß |
|                                                   | 36,2      | Erding Historische Altstadt                       |
|                                                   | 36,7      | Therme Erding                                     |
| Kastulusmünster Moosburg a. d. Isar               | 39,9      |                                                   |
|                                                   | 50,6      | Kastulusmünster Moosburg a. d. Isar               |
| Die gotische Stadt Landshut                       | 54,4      |                                                   |
| Burg Trausnitz                                    | 62,5      |                                                   |
|                                                   | 66,0      | Burg Trausnitz                                    |
|                                                   | 70,9      | Die gotische Stadt Landshut                       |
| Wallfahrtskirche Wörth Mutter vom Guten Rat       |           |                                                   |
|                                                   |           | Wallfahrtskirche Wörth Mutter vom Guten Rat       |
|                                                   | 93,5      | Dingolfing                                        |
| Landau a. d. Isar Vorgeschichtsmuseum             | 104,6     |                                                   |
|                                                   | 109,0     | Landau a. d. Isar Vorgeschichtsmuseum             |
| St. Jakob in Plattling                            | 120,7     |                                                   |
|                                                   | 125,3     | St. Jakob in Plattling                            |
| Bayerischer Wald                                  | 126,1     |                                                   |
| Historische Altstadt Deggendorf                   | 130,9     |                                                   |
| Deggendorf-Mitte                                  | 134,3     |                                                   |

## A 93
| Fahrtrichtung nach Süden                            | Kilometer | Fahrtrichtung nach Norden                           |
| Autobahndreieck Hochfranken                         | 22,5      |                                                     |
| --------------------------------------------------- | --------- | --------------------------------------------------- |
| Hof park & see                                      | 24,4      |                                                     |
| Zoo Hof                                             | 24,7      |                                                     |
|                                                     | 28,6      | Hof park & see                                      |
|                                                     | 27,1      | Zoo Hof                                             |
| Naturpark Fichtelgebirge                            | 30,0      |                                                     |
| Rehau Modellstadt Bayerns                           | 36,2      |                                                     |
|                                                     | 43,8      | Rehau Modellstadt Bayerns                           |
| Schönwald Natur und Porzellan                       | 43,9      |                                                     |
|                                                     | 44,x      | Fernwehpark Fernwehpark Oberkotzau                  |
|                                                     | 48,0      | Schönwald Natur und Porzellan                       |
| Selb Stadt des Porzellans                           | 48,2      |                                                     |
| Porzellanikon Selb Die Museen                       | 48,8      |                                                     |
|                                                     | 52,9      | Porzellanikon Selb Die Museen                       |
|                                                     | 55,8      | Selb Stadt des Porzellans                           |
| Burgruine Thierstein                                | 59,4      |                                                     |
|                                                     | 63,4      | Burgruine Thierstein                                |
| Festspielstadt Wunsiedel                            | 66,3      |                                                     |
| Luisenburg Felsenlabyrinth                          | 66,9      |                                                     |
|                                                     | 70,2      | Luisenburg Felsenlabyrinth                          |
|                                                     | 70,8      | Festspielstadt Wunsiedel                            |
| Naturpark Steinwald                                 | 74,8      |                                                     |
|                                                     | 75,5      | Genussregion Oberfranken Land der Brauereien        |
|                                                     | 79,0      | Naturpark Fichtelgebirge                            |
| Heilquellen Sibyllenbad                             | 82,0      |                                                     |
| Klosterstadt Waldsassen                             | 82,5      |                                                     |
| Tirschenreuther Teichpfanne                         | 86,7      |                                                     |
|                                                     | 90,8      | Heilquellen Sibyllenbad                             |
|                                                     | 91,1      | Klosterstadt Waldsassen                             |
| Oberpfälzer Wald                                    | 91,3      |                                                     |
| Tirschenreuth Fischhofpark                          | 92,0      |                                                     |
| Burg Falkenberg                                     | 93,1      |                                                     |
|                                                     | 97,4      | Naturpark Steinwald                                 |
| Windischeschenbach-Neuhaus Zoigl-Brautradition      | 99,3      |                                                     |
| GEO-Zentrum-KTB Windischeschenbach                  | 99,5      |                                                     |
|                                                     | 100,0     | Burg Falkenberg                                     |
|                                                     | 100,6     | Tirschenreuther Teichpfanne                         |
|                                                     | 104,3     | GEO-Zentrum-KTB Windischeschenbach                  |
|                                                     | 105,0     | Windischeschenbach-Neuhaus Zoigl-Brautradition      |
|                                                     | 106,5     | Tirschenreuth Fischhofpark                          |
| Klosterdorf Speinshart                              | 108,0     |                                                     |
| Vulkanerlebnis Parkstein                            | 110,6     |                                                     |
|                                                     | 111,5     | Europas Bleikristallzentrum                         |
| Historische Altstadt Weiden                         | 113,2     |                                                     |
|                                                     | 113,6     | Vulkanerlebnis Parkstein                            |
|                                                     | 123,4     | Historische Altstadt Weiden                         |
|                                                     | 123,7     | Klosterdorf Speinshart                              |
| Barock in Luhe                                      | 124,7     |                                                     |
| Burg Wernberg                                       | 130,9     |                                                     |
|                                                     | 132,2     | Barock in Luhe                                      |
| Burg Trausnitz im Tal                               | 138,6     |                                                     |
| Barocke Schmuzerkirche Landgrafenstadt Pfreimd      | 138,8     |                                                     |
|                                                     | 142,5     | Burg Trausnitz im Tal                               |
| Oberpfälzer Freilandmuseum                          | 142,5     |                                                     |
|                                                     | 142,3     | Barocke Schmuzerkirche Landgrafenstadt Pfreimd      |
| Historisches Nabburg                                | 143,1     |                                                     |
|                                                     | 148,0     | Oberpfälzer Freilandmuseum                          |
|                                                     | 149,2     | Historisches Nabburg                                |
| Oberpfälzer Seenland                                | 149,9     |                                                     |
| Karpfenland Mittlere Oberpfalz                      | 150,3     |                                                     |
| Schwandorfer Felsenkeller-Labyrinth                 | 156,2     |                                                     |
| Erlebniskugel am Steinberger See                    | 163,0     |                                                     |
|                                                     | 169,2     | Oberpfälzer Seenland                                |
|                                                     | 170,1     | Schwandorfer Felsenkeller-Labyrinth                 |
| Naturpark Oberer Bayerischer Wald                   | 170,2     |                                                     |
|                                                     | 170,6     | Karpfenland Mittlere Oberpfalz                      |
| Kaiser- und Herzogsburg Historisches Burglengenfeld | 170,7     |                                                     |
|                                                     | 171,4     | Erlebniskugel am Steinberger See                    |
|                                                     | 175,3     | Oberpfälzer Wald                                    |
| Burgen und Schlösser im Regental                    | 182,0     |                                                     |
|                                                     | 182,4     | Kaiser- und Herzogsburg Historisches Burglengenfeld |
|                                                     | 187,1     | Naturpark Oberer Bayerischer Wald                   |
|                                                     | 187,8     | Burgen und Schlösser im Regental                    |
| Welterbe Regensburg                                 | 189,6     |                                                     |
| HAUS DER BAYERISCHEN GESCHICHTE                     | 190,4     |                                                     |
|                                                     | 204,7     | Welterbe Regensburg                                 |
| Befreiungshalle Kelheim                             | 205,6     |                                                     |
|                                                     | 206,5     | HAUS DER BAYERISCHEN GESCHICHTE                     |
|                                                     | 211,0     | Thermal- und Schwefelwasser, Moor Bad Abbach        |
| Nationales Naturmonument Weltenburger Enge          | 217,1     |                                                     |
|                                                     | 221,0     | Bayerischer Jura                                    |
| Asam-Kirche Kloster Rohr                            | 223,0     |                                                     |
| Abensberger Spargelland                             | 223,6     |                                                     |
| Hundertwasser in Abensberg                          | 223,9     |                                                     |
|                                                     | 229,2     | Befreiungshalle Kelheim                             |
|                                                     | 229,5     | Hundertwasser in Abensberg                          |
| Hopfenland Hallertau                                | 230,0     |                                                     |
| Thermal- und Schwefelwasser, Moor Bad Gögging       | 232,9     |                                                     |
|                                                     | 238,2     | Asam-Kirche Kloster Rohr                            |
|                                                     | 244,4     | Abensberger Spargelland                             |
| Wolnzach Deutsches Hopfenmuseum                     | 259,4     |                                                     |
| Autobahndreieck Holledau                            | 265,6     |                                                     |
| Autobahndreieck Inntal                              | 0,0       |                                                     |
|                                                     | 3,5       | Historische Altstadt Rosenheim                      |
| Historischer Marktplatz Markt Neubeuern             | 3,6       |                                                     |
| Wendelstein                                         | 7,3       |                                                     |
|                                                     | 11,8      | Wendelstein                                         |
|                                                     | 12,1      | Historischer Marktplatz Markt Neubeuern             |
|                                                     | 12,3      | Gold-Dorf Nußdorf am Inn                            |
| Oberaudorf-Hocheck                                  | 17,2      |                                                     |
| Ferienregion Kaiserwinkl                            | 17,4      |                                                     |
| Brünnstein– Sudelfeldgebiet                         | 17,7      |                                                     |
| Kiefersfelden im „Kaiser-Reich“                     | 21,0      |                                                     |
|                                                     | 22,5      | Oberaudorf-Hocheck                                  |
| Grenzübergang Kiefersfelden                         | 25,2      |                                                     |

## A 94
| Fahrtrichtung nach Osten                     | Kilometer | Fahrtrichtung nach Westen                  |
| München-Steinhausen                          | 0,0       |                                            |
| -------------------------------------------- | --------- | ------------------------------------------ |
| Therme Erding                                | 13,8      |                                            |
|                                              |           | Waldkraiburg Vom Bunker zur Erlebnisstadt  |
| Massing Freilicht- und Berta-Hummel-Museum   |           |                                            |
| Mühldorf am Inn Historische Einkaufsstadt    |           |                                            |
| Wallfahrtsstadt Shrine of Europe Altötting   | 81,7      |                                            |
|                                              | 93,7      | Wallfahrtsstadt Shrine of Europe Altötting |
|                                              | 94,2      | Historische Altstadt Neuötting             |
| Marktl am Inn Geburtsort Papst Benedikt XVI. | 94,5      |                                            |
| Burg Burghausen                              | 95,1      |                                            |
| Burghausen                                   | 98,1      |                                            |
| Ering (Anschluss B 12)                       | 15,2      |                                            |
| Malching (Anschluss B 12)                    | 19,9      |                                            |

## A 95
| Fahrtrichtung nach Süden            | Kilometer | Fahrtrichtung nach Norden             |
| München-Sendling-Süd                | 0,0       |                                       |
| ----------------------------------- | --------- | ------------------------------------- |
| Abtei Schäftlarn                    | 13,4      |                                       |
| Wolfratshausen Die Flößerstadt      | 24,0      |                                       |
| TÖLZER LAND                         | 24,2      |                                       |
| Freizeitpark Märchenwald            | 24,9      |                                       |
|                                     | 30,0      | Freizeitpark Märchenwald              |
|                                     | 30,3      | Wolfratshausen Die Flößerstadt        |
| BUCHHEIM MUSEUM                     | 33,2      |                                       |
| Pfaffenwinkel Fünf-Seen-Land        | 33,9      |                                       |
| MUSEUM PENZBERG Sammlung Campendonk | 39,7      |                                       |
|                                     | 39,9      | BUCHHEIM MUSEUM                       |
| Erlebniskraftwerk Walchensee        | 40,2      |                                       |
| Das Blaue Land                      | 44,5      |                                       |
|                                     | 45,1      | MUSEUM PENZBERG Sammlung Campendonk   |
| Kloster Benediktbeuern              | 45,2      |                                       |
|                                     | 49,6      | Erlebniskraftwerk Walchensee          |
|                                     | 50,5      | TÖLZER LAND                           |
| Staffelsee Motorschifffahrt         | 50,6      |                                       |
| Murnau Schlossmuseum/Münter-Haus    | 51,1      |                                       |
| Franz Marc Museum Kochel am See     | 51,5      |                                       |
| Freilichtmuseum Glentleiten         | 52,6      |                                       |
|                                     | 58,2      | Freilichtmuseum Glentleiten           |
|                                     | 59,0      | Franz Marc Museum Kochel am See       |
|                                     | 59,5      | Murnau Schlossmuseum/Münter-Haus      |
| Zugspitzland                        | 64,0      |                                       |
| Werdenfelser Land                   | 64,5      |                                       |
|                                     | 64,8      | Kristall Therme trimini Kochel am See |
| Passionsspielort Oberammergau       | 67,2      |                                       |
| Schloss Linderhof                   | 67,6      |                                       |
| Anschluss B 2                       | 68,8      |                                       |

## A 96
| Fahrtrichtung nach Osten                     | Kilometer | Fahrtrichtung nach Westen                    |
| Grenzübergang Lindau                         | 0,0       |                                              |
| -------------------------------------------- | --------- | -------------------------------------------- |
|                                              | 2,8       | Inselstadt Lindau                            |
| Schloss Achberg                              | 7,2       |                                              |
|                                              | 7,5       | Maria vom Sieg Wigratzbad                    |
|                                              | 8,4       | Vierländerregion Bodensee                    |
| Württembergisches Allgäu                     | 12,0      |                                              |
| Die Waldburg                                 | 13,6      |                                              |
| Wangen im Allgäu                             | 17,1      |                                              |
|                                              | 22,0      | Die Waldburg                                 |
| Argenbühl                                    | 22,6      |                                              |
|                                              | 23,0      | Wallfahrtskirche Pfärrich                    |
| Isny im Allgäu                               | 26,4      |                                              |
|                                              | 26,9      | Wangen im Allgäu                             |
|                                              | 31,0      | Isny im Allgäu Historische Altstadt          |
|                                              | 32,4      | Kißlegg Schlösser & Seen                     |
| Leutkirch im Allgäu                          | 36,8      |                                              |
|                                              | 42,7      | Leutkirch im Allgäu                          |
|                                              | 44,3      | Thermen und Moor Bad Wurzach • Bad Waldsee   |
| Bauernhofmuseum Illerbeuren                  | 52,9      |                                              |
|                                              | 53,2      | Württembergisches Allgäu                     |
|                                              | 57,4      | Bauernhofmuseum Illerbeuren                  |
| Kartause Buxheim                             | 59,0      |                                              |
| Memmingen                                    | 59,7      |                                              |
|                                              | 69,5      | Memmingen                                    |
|                                              | 69,7      | Kartause Buxheim                             |
| Fuggerschloss Babenhausen                    | 71,3      |                                              |
|                                              | 75,7      | Fuggerschloss Babenhausen                    |
|                                              | 80,9      | Abtei Ottobeuren                             |
| Fuggerschloss Kirchheim i. Schw.             | 89,2      |                                              |
| Historische Altstadt Mindelheim              | 89,7      |                                              |
|                                              | 93,4      | Historische Altstadt Mindelheim              |
|                                              | 94,8      | Fuggerschloss Kirchheim i. Schw.             |
| Kaufbeuren Crescentiakloster                 | 96,2      |                                              |
| Allgäu Skyline Park                          | 97,5      |                                              |
| Kloster Irsee                                | 97,7      |                                              |
| Bad Wörishofen Kneipp und Thermalbad         | 98,0      |                                              |
|                                              | 103,1     | Allgäu Skyline Park                          |
|                                              | 103,3     | Kloster Irsee                                |
|                                              | 103,7     | Bad Wörishofen Kneipp und Thermalbad         |
| Landsberg am Lech an der Romantischen Straße | 114,6     |                                              |
|                                              | 123,9     | Landsberg am Lech an der Romantischen Straße |
| Erzabtei St. Ottilien                        | 128,9     |                                              |
| Marienmünster Dießen am Ammersee             | 135,1     |                                              |
|                                              | 126,3     | Erzabtei St. Ottilien                        |
|                                              | 140,7     | Marienmünster Dießen am Ammersee             |
|                                              | 144,7     | Barockkirche Fürstenfeld                     |
| München-Sendling                             | 172,2     |                                              |

## A 98

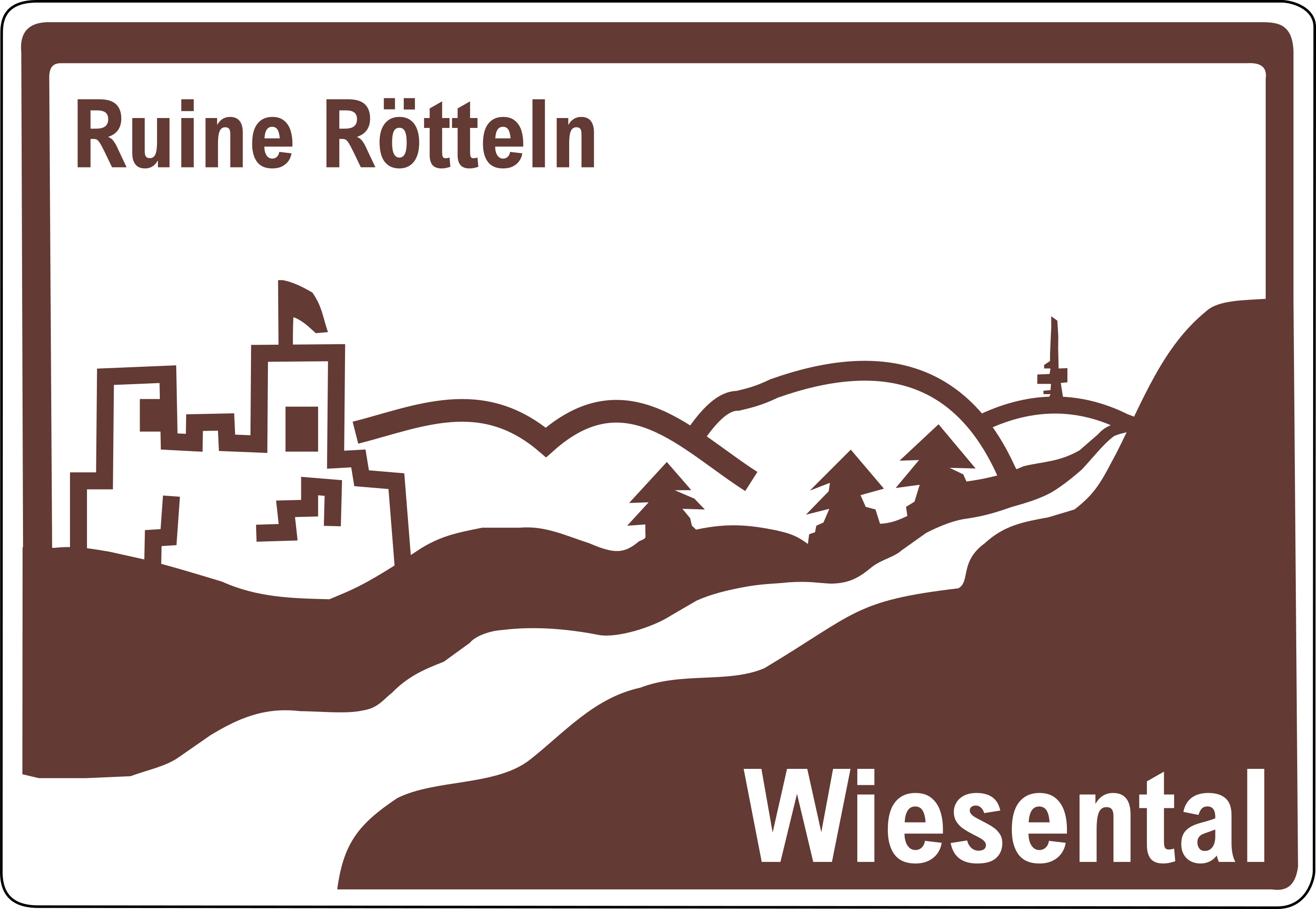
Touristische Unterrichtungstafel: Burg Rötteln, Wiesental

| Fahrtrichtung nach Osten            | Kilometer | Fahrtrichtung nach Westen           |
| Autobahndreieck Weil am Rhein       | 1,0       |                                     |
| ----------------------------------- | --------- | ----------------------------------- |
| Ruine Rötteln Wiesental             | 6,2       |                                     |
| Naturpark Südschwarzwald            | 9,5       |                                     |
|                                     | 10,3      | Ruine Rötteln Wiesental             |
|                                     | 15,9      | Naturpark Südschwarzwald            |
| Autobahndreieck Hochrhein           | 17,3      |                                     |
| Autobahnkreuz Hegau                 | 120,0     |                                     |
| Vierländerregion Bodensee           | 126,5     |                                     |
| Historisches Narrengericht Stockach | 131,3     |                                     |
|                                     | 132,4     | Historisches Narrengericht Stockach |
| Stockach-Ost                        | 133,2     |                                     |

## A 99
| Fahrtrichtung im Uhrzeigersinn  | Kilometer | Fahrtrichtung gegen Uhrzeigersinn |
| Autobahndreieck München-Südwest | 0,0       |                                   |
| ------------------------------- | --------- | --------------------------------- |
|                                 | 29,2      | Allianz Arena München             |
| Autobahnkreuz München-Süd       | 53,5      |                                   |

## A 980
| Fahrtrichtung nach Westen | Kilometer | Fahrtrichtung nach Osten |
| Autobahndreieck Allgäu    | 0,0       |                          |
| ------------------------- | --------- | ------------------------ |
| Allgäuer Seenland         | 0,7       |                          |
| Waltenhofen               | 5,1       |                          |